# WTA-toernooi van Hongkong
Het WTA-toernooi van Hongkong is een jaarlijks terugkerend tennistoernooi voor vrouwen dat onderdeel is van het tennistoernooi van Hongkong en wordt georganiseerd in de aan China gelieerde stad Hongkong. De officiële naam van het toernooi is Hong Kong Open.
De WTA organiseert het toernooi, dat in de categorie "International" resp. WTA 250 valt en wordt gespeeld op hardcourt-banen.
Na eerdere jaargangen in 1980–1982 en 1993 werd, na twintig jaar van afwezigheid, in 2014 opnieuw onder auspiciën van de WTA in Hongkong getennist.
In 2019 werd het geplande toernooi geannuleerd wegens politieke onrust. In de jaren 2020–2022 werd evenmin gespeeld, nu als gevolg van de coronapandemie. In 2023 is het toernooi hervat. In 2024 werd, behalve het WTA 250-toernooi (in oktober/november) eerder ook een WTA 125-toernooi (in september/oktober) gespeeld.
In het verleden (tussen 1973 en 2002) werd hier het ATP-toernooi van Hongkong voor de mannen gehouden.

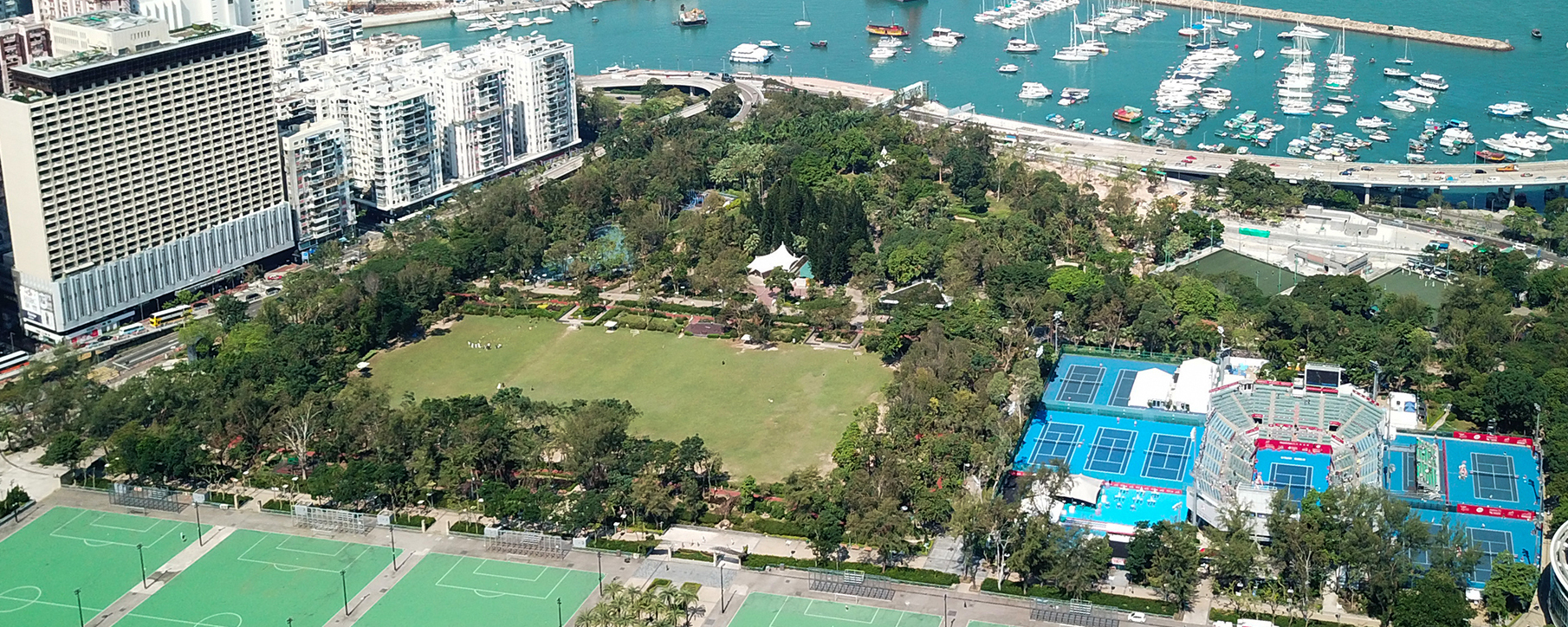
Victoria Park in oktober 2018

## Finales

### Enkelspel
| Datum      | Naam                                         | Cat.                                         | ($)                                          | Ondergrond                                   | Winnares                                     | Verliezend finaliste                         | Uitslag                                      |                                              |
| ---------- | -------------------------------------------- | -------------------------------------------- | -------------------------------------------- | -------------------------------------------- | -------------------------------------------- | -------------------------------------------- | -------------------------------------------- | -------------------------------------------- |
| 1980-11-03 | Seiko Classic                                |                                              | 50.000                                       | gravel, buiten                               | Wendy Turnbull                               | Marcie Louie                                 | 6-2, 6-0                                     | details                                      |
| 1981-11-02 | Seiko Classic                                |                                              | 50.000                                       | gravel, buiten                               | Wendy Turnbull                               | Sabina Simmonds                              | 6-3, 6-4                                     | details                                      |
| 1982-11-01 | Seiko Classic                                |                                              | 50.000                                       | gravel, buiten                               | Catrin Jexell                                | Alycia Moulton                               | 6-3, 7-5                                     | details                                      |
| 1983–1992  | geen toernooi                                | geen toernooi                                | geen toernooi                                | geen toernooi                                | geen toernooi                                | geen toernooi                                | geen toernooi                                | geen toernooi                                |
| 1993-09-13 | Digital Open                                 | Tier IV                                      | 100.000                                      | hardcourt, buiten                            | Wang Shi-ting                                | Marianne Werdel                              | 6-4, 3-6, 7-5                                | details                                      |
| 1994–2013  | geen toernooi                                | geen toernooi                                | geen toernooi                                | geen toernooi                                | geen toernooi                                | geen toernooi                                | geen toernooi                                | geen toernooi                                |
| 2014-09-08 | Hong Kong Open                               | International                                | 250.000                                      | hardcourt, buiten                            | Sabine Lisicki                               | Karolína Plíšková                            | 7-5, 6-3                                     | details                                      |
| 2015-10-12 | Hong Kong Open                               | International                                | 250.000                                      | hardcourt, buiten                            | Jelena Janković                              | Angelique Kerber                             | 3-6, 7-6, 6-1                                | details                                      |
| 2016-10-10 | Hong Kong Open                               | International                                | 250.000                                      | hardcourt, buiten                            | Caroline Wozniacki                           | Kristina Mladenovic                          | 6-1, 6-7, 6-2                                | details                                      |
| 2017-10-09 | Hong Kong Open                               | International                                | 500.000                                      | hardcourt, buiten                            | Anastasija Pavljoetsjenkova                  | Darja Gavrilova                              | 5-7, 6-3, 7-6                                | details                                      |
| 2018-10-08 | Hong Kong Open                               | International                                | 250.000                                      | hardcourt, buiten                            | Dajana Jastremska                            | Wang Qiang                                   | 6-2, 6-1                                     | details                                      |
| 2019       | toernooi geannuleerd wegens politieke onrust | toernooi geannuleerd wegens politieke onrust | toernooi geannuleerd wegens politieke onrust | toernooi geannuleerd wegens politieke onrust | toernooi geannuleerd wegens politieke onrust | toernooi geannuleerd wegens politieke onrust | toernooi geannuleerd wegens politieke onrust | toernooi geannuleerd wegens politieke onrust |
| 2020–2022  | toernooi geannuleerd wegens coronapandemie   | toernooi geannuleerd wegens coronapandemie   | toernooi geannuleerd wegens coronapandemie   | toernooi geannuleerd wegens coronapandemie   | toernooi geannuleerd wegens coronapandemie   | toernooi geannuleerd wegens coronapandemie   | toernooi geannuleerd wegens coronapandemie   | toernooi geannuleerd wegens coronapandemie   |
| 2023-10-10 | Hong Kong Open                               | WTA 250                                      | 259.303                                      | hardcourt, buiten                            | Leylah Fernandez                             | Kateřina Siniaková                           | 3-6, 6-4, 6-4                                | details                                      |
| 2024-09-30 | Hong Kong Open                               | WTA 125                                      | 115.000                                      | hardcourt, buiten                            | Ajla Tomljanović                             | Clara Tauson                                 | 4-6, 6-4, 6-4                                | details                                      |
| 2024-10-28 | Hong Kong Open                               | WTA 250                                      | 267.082                                      | hardcourt, buiten                            | Diana Sjnajder                               | Katie Boulter                                | 6-1, 6-2                                     | details                                      |

### Dubbelspel
| Datum      | Naam                                         | Cat.                                         | ($)                                          | Ondergrond                                   | Winnaressen                                  | Verliezend finalistes                        | Uitslag                                      |                                              |
| ---------- | -------------------------------------------- | -------------------------------------------- | -------------------------------------------- | -------------------------------------------- | -------------------------------------------- | -------------------------------------------- | -------------------------------------------- | -------------------------------------------- |
| 1980-11-03 | Seiko Classic                                |                                              | 50.000                                       | gravel, buiten                               | Wendy Turnbull Sharon Walsh                  | Penny Johnson Silvana Urroz                  | 6-1, 6-2                                     | details                                      |
| 1981-11-02 | Seiko Classic                                |                                              | 50.000                                       | gravel, buiten                               | Ann Kiyomura Sharon Walsh                    | Anne Hobbs Susan Leo                         | 6-3, 6-4                                     | details                                      |
| 1982-11-01 | Seiko Classic                                |                                              | 50.000                                       | gravel, buiten                               | Laura duPont Alycia Moulton                  | Jennifer Mundel Yvonne Vermaak               | 6-2, 4-6, 7-5                                | details                                      |
| 1983–1992  | geen toernooi                                | geen toernooi                                | geen toernooi                                | geen toernooi                                | geen toernooi                                | geen toernooi                                | geen toernooi                                | geen toernooi                                |
| 1993-09-13 | Digital Open                                 | Tier IV                                      | 100.000                                      | hardcourt, buiten                            | Karin Kschwendt Rachel McQuillan             | Debbie Graham Marianne Werdel                | 1-6, 7-6, 6-2                                | details                                      |
| 1994–2013  | geen toernooi                                | geen toernooi                                | geen toernooi                                | geen toernooi                                | geen toernooi                                | geen toernooi                                | geen toernooi                                | geen toernooi                                |
| 2014-09-08 | Hong Kong Open                               | International                                | 250.000                                      | hardcourt, buiten                            | Karolína Plíšková Kristýna Plíšková          | Patricia Mayr Arina Rodionova                | 6-4, 0-6, [10-7]                             | details                                      |
| 2015-10-12 | Hong Kong Open                               | International                                | 250.000                                      | hardcourt, buiten                            | Alizé Cornet Jaroslava Sjvedova              | Lara Arruabarrena Andreja Klepač             | 7-5, 6-4                                     | details                                      |
| 2016-10-10 | Hong Kong Open                               | International                                | 250.000                                      | hardcourt, buiten                            | Chan Hao-ching Chan Yung-jan                 | Naomi Broady Heather Watson                  | 6-3, 6-1                                     | details                                      |
| 2017-10-09 | Hong Kong Open                               | International                                | 500.000                                      | hardcourt, buiten                            | Chan Hao-ching Chan Yung-jan                 | Lu Jiajing Wang Qiang                        | 6-1, 6-1                                     | details                                      |
| 2018-10-08 | Hong Kong Open                               | International                                | 250.000                                      | hardcourt, buiten                            | Samantha Stosur Zhang Shuai                  | Shuko Aoyama Lidzija Marozava                | 6-4, 6-4                                     | details                                      |
| 2019       | toernooi geannuleerd wegens politieke onrust | toernooi geannuleerd wegens politieke onrust | toernooi geannuleerd wegens politieke onrust | toernooi geannuleerd wegens politieke onrust | toernooi geannuleerd wegens politieke onrust | toernooi geannuleerd wegens politieke onrust | toernooi geannuleerd wegens politieke onrust | toernooi geannuleerd wegens politieke onrust |
| 2020–2022  | toernooi geannuleerd wegens coronapandemie   | toernooi geannuleerd wegens coronapandemie   | toernooi geannuleerd wegens coronapandemie   | toernooi geannuleerd wegens coronapandemie   | toernooi geannuleerd wegens coronapandemie   | toernooi geannuleerd wegens coronapandemie   | toernooi geannuleerd wegens coronapandemie   | toernooi geannuleerd wegens coronapandemie   |
| 2023-10-10 | Hong Kong Open                               | WTA 250                                      | 259.303                                      | hardcourt, buiten                            | Tang Qianhui Tsao Chia-yi                    | Oksana Kalasjnikova Aljaksandra Sasnovitsj   | 7-5, 1-6, [11-9]                             | details                                      |
| 2024-09-30 | Hong Kong Open                               | WTA 125                                      | 115.000                                      | hardcourt, buiten                            | Monica Niculescu Elena Gabriela Ruse         | Nao Hibino Makoto Ninomiya                   | 6-3, 5-7, [10-5]                             | details                                      |
| 2024-10-28 | Hong Kong Open                               | WTA 250                                      | 267.082                                      | hardcourt, buiten                            | Ulrikke Eikeri Makoto Ninomiya               | Shuko Aoyama Eri Hozumi                      | 6-4, 4-6, [11-9]                             | details                                      |